# Клинтон Шифковски
Клинтон Шифковски (енгл. Clinton Schifcofske; 10. новембар 1975) бивши је аустралијски рагбиста, који је професионално играо обе верзије рагбија. Пољског је порекла, његова примарна позиција је била фулбек (аријер), а секундарна крило. Играо је рагби 13 за Саут квинсленд (23 ут, 7 ес), Парамата илс (72 ут, 21 ес), Канбера рејдерсе (139 ут, 44 ес) и Келтик крусејдерсе (47 ут, 6 ес). У два наврата (2001, 2004) проглашен је за најбољег играча Рејдерса. Био је један од најбољих шутера у НРЛ-у. Укупно је играјући рагби 13, постигао 78 есеја у 281 утакмици. Играо је рагби 15 за Квинсленд Редсе, Белимор торнејдосе и ирски Алстер. 2006., проглашен је за најбољег аустралијског аријера. После две сезоне у Алстеру, вратио се на рагби 13. Био је део рагби репрезентације Аустралије на светском купу 2007. У дресу Валабиса је постигао 2 есеја у 4 тест меча. 